# Tavastby, Vanda stad
För andra betydelser, se Tavastby.
Tavastby (finska: Hämeenkylä) är en stadsdel i Vanda stad i landskapet Nyland.
Tavastby ligger i Myrbacka serviceområde. Grannstadsdelar är Tavastberga, Linnais, Friherrs och Varistorna
Tavastby avgränsas i söder av Råtorpsvägen, i väster av Vichtisvägen och i norr av Ring III. I norra Tavastby finns Tavastkulla gård som gett stadsdelen dess namn. Norra delen av området är småhusbetonat och där finns också Tavastby kyrka. I den södra delen finns höghusområdet Hasselbacken som byggdes på 1970- och 1980-talen. I Hasselbacken ligger sjön Lammträsk. Vid Vichtisvägen finns dessutom småindustrier. 